# Mission Ogooué Congo
 (novembre 2017).
Si vous disposez d'ouvrages ou d'articles de référence ou si vous connaissez des sites web de qualité traitant du thème abordé ici, merci de compléter l'article en donnant les références utiles à sa vérifiabilité et en les liant à la section « Notes et références ».
La mission Ogooué Congo est une expédition scientifique menée par Noël Ballif en Afrique centrale (actuels Gabon et Centrafrique) en 1946 par un groupe de scientifiques français.

## Données collectées
- Enregistrements sonores
- Photographies
- Films

## Publications
- Livres
- Articles
- Disques